# Зборовский, Ян
Ян Зборо́вский (пол. Jan Zborowski, 19 декабря 1538 — 25 августа 1603) — королевский секретарь, надворный гетман коронный (с 1572 г.), гетман польный коронный (1576—1584), каштелян гнезненский (с 1576 г.), третий сын каштеляна краковского Мартина Зборовского (1492—1565) и Анны Конарской (ок. 1499—1575).

## Биография
В молодости Ян Зборовский находился при дворах прусского герцога Альбрехта Гогенцоллерна и польского короля Сигизмунда Августа. В 1559—1561 гг. совершил путешествие по Германии и Франции. После возвращения на родину избрал для себя военную карьеру. В 1563—1569 гг. участвовал в Ливонской войне с Русским государством. За свои заслуги во время военных действий в 1570 г. получил чин ротмистра. В 1572 г. после смерти польского короля Сигизмунда Августа Ян Зборовский вместе с братьями возглавил группировку Зборовских. В 1576 г. Ян Зборовский поддержал избрание на польский королевский трон трансильванского князя Стефана Батория. Один из главных покорителей Данцига, восставшего против короля вскоре после избрания на престол Стефана Батория. В распри своих братьев с королём он не вмешивался; лишь после казни Самуила в 1584 перешёл в оппозицию и на сейме 1586 защищал своего брата Христофора.